# Runa Capital
Runa Capital — международный венчурный фонд с головным офисом в Пало-Алто, Калифорния, инвестирующий в высокотехнологичные компании на ранних стадиях развития. Фонд поддерживает стартапы в сферах искусственного интеллекта, машинного обучения, инфраструктурного ПО и открытого ПО и компании, разрабатывающие корпоративное ПО, технологии для финансовой сферы, образования и здравоохранения. В 2010—2019 годах Runa Capital привлекла средства в 3 фонда и проинвестировала более 60 компаний из Европы и Северной Америки, в том числе Nginx, MariaDB, Zopa, Brainly, drchrono, Smava and Mambu.

## История

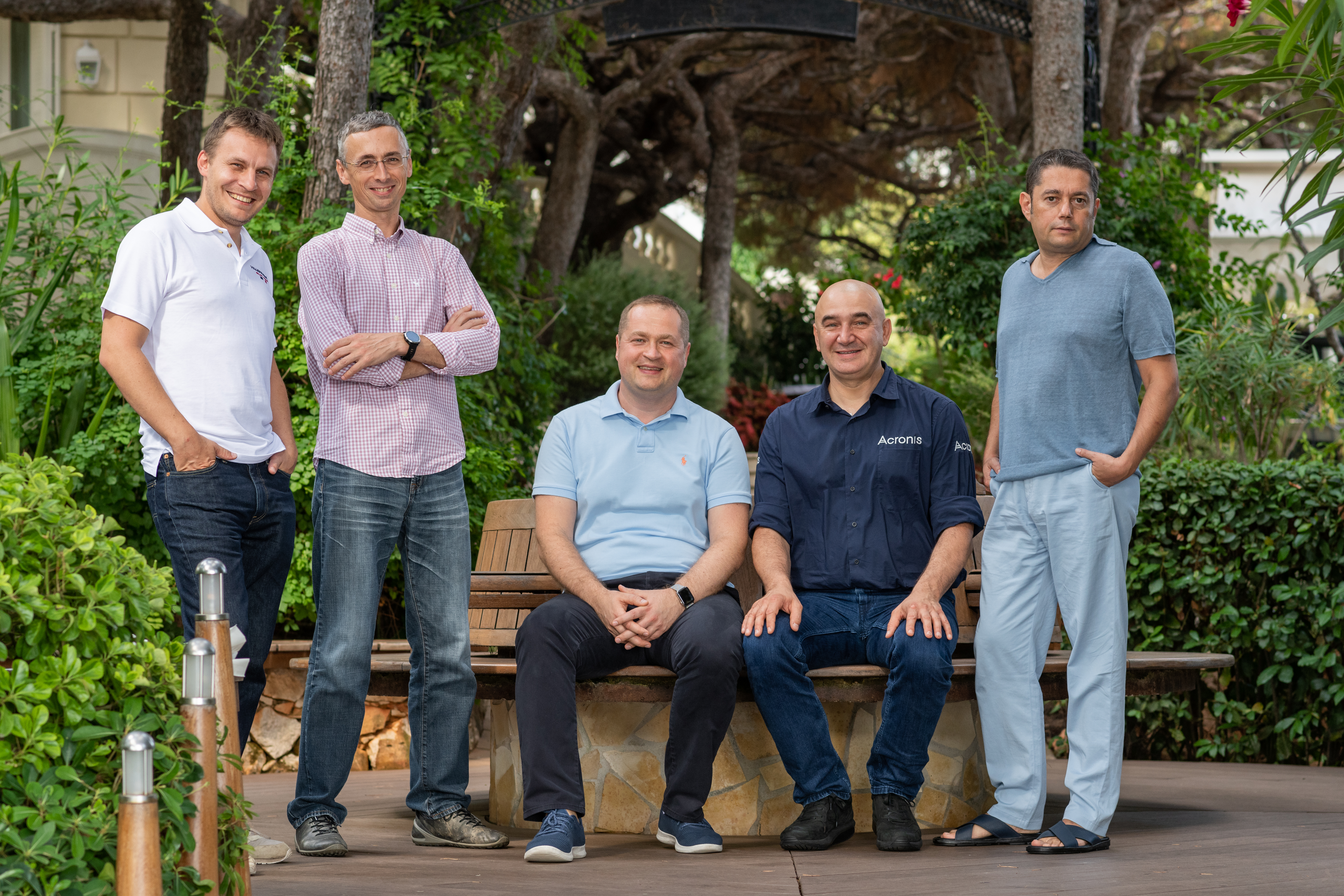
Партнёры фонда Runa Capital (слева направо): Дмитрий Гальперин, Дмитрий Чихачёв, Андрей Близнюк, Сергей Белоусов, Илья Зубарев

Идея создания Runa Capital возникла в 2009 году, фонд был учреждён в 2010 году сооснователями компаний Parallels и Acronis Сергеем Белоусовым и Ильёй Зубаревым и их сокурсником в Московском физико-техническом институте Дмитрием Чихачёвым. Помимо основателей свои средства в первый фонд вложили международные инвесторы, такие как Ахим Вайсс и Андреас Гаугер, основатели немецкого хостинг-провайдера 1&1, и Эдвард Николсон, бывший CEO российского филиала UBS-Brunswick. В 2011 году партнёром фонда стал Андрей Близнюк, в прошлом возглавлявший группу рынков акционерного капитала Goldman Sachs в России и СНГ. На июль 2019 года под управлением Runa Capital находились 340 млн долларов в 3 фондах.

## Фонды
Формирование Runa Capital I началось в 2010 году, а целевого объёма в 135 млн долларов фонд достиг в 2012 году. Изначально фонд ориентировался на глобальные стартапы из России в области облачных вычислений, машинного обучения, виртуализации, мобильных и интернет-приложений, но вскоре включил в свою географию Европу и США. В рамках первого фонда Runa Capital инвестировал на посевной стадии, в раундах A и B.
Фонд Runa Capital II был создан в 2014 году и достиг 135 млн долларов к 2016 году при значительном участии инвесторов первого фонда и инвестировал в раундах A и B. В 2015 году офис Runa Capital начал работать в Калифорнии.
К июлю 2019 года Runa Capital привлёк 70 млн долларов в третий фонд целевым объёмом 135 млн долларов. Планировалось, что фонд продолжит стратегию первого и второго фондов с большим фокусом на высокотехнологичные стартапы, относящиеся к сфере глубоких технологий.

## Инвестиции
В среднем Runa Capital инвестирует от 1 до 10 млн долларов в раунде A и последующих инвестиционных раундах. В 2010—2019 годах фонд проинвестировал более 60 стартапов в Европе и США.
| Компания      | Описание                                       | Штаб-квартира                  | Дата инвестиции | Дата выхода | Покупатель               |
| ------------- | ---------------------------------------------- | ------------------------------ | --------------- | ----------- | ------------------------ |
| Nginx         | Веб-сервер                                     | Сан-Франциско                  | 2011            | 2019        | F5 Networks              |
| Ecwid         | Конструктор интернет-магазинов                 | Сан-Диего                      | 2011            | —           | —                        |
| Metabar       | Расширение браузера                            | Москва                         | 2011            | 2014        | Яндекс                   |
| Mambu         | Банковская платформа по модели SaaS            | Берлин                         | 2012            | —           | —                        |
| LinguaLeo     | Платформа для изучения английского языка       | Москва                         | 2012            | —           | —                        |
| Dnevnik.ru    | IT-платформа для российских школ               | Санкт-Петербург                | 2012            | —           | —                        |
| ThinkGrid     | Платформа для облачных вычислений              | Лондон                         | 2012            | 2012        | Colt Technology Services |
| Capptain      | Сервис мобильной аналитики                     | Париж                          | 2012            | 2014        | Microsoft                |
| StopTheHacker | Система защиты от вредоносных программ         | Берлингейм, Калифорния         | 2012            | 2014        | CloudFlare               |
| Acumatica     | Разработчик облачных ERP-систем                | Белвью, Вашингтон              | 2013            | 2019        | EQT Partners             |
| Zopa          | Сервис равноправного кредитования              | Лондон                         | 2013            | —           | —                        |
| Рокетбанк     | Банковский сервис                              | Москва                         | 2013            | 2016        | Банк «ФК Открытие»       |
| BackupAgent   | Сервис облачного резервного копирования данных | Делфт                          | 2013            | 2014        | Acronis                  |
| Brainly       | Сервис совместного решения домашних заданий    | Краков                         | 2014            | —           | —                        |
| SchoolMint    | IT-платформа для американских школ             | Сан-Франциско                  | 2014            | 2017        | Hero K12                 |
| MariaDB       | Система управления базами данных               | Эспоо; Редвуд-Сити, Калифорния | 2015            | —           | —                        |
| Critizr       | Платформа для обратной связи с потребителями   | Париж                          | 2015            | —           | —                        |
| Smava         | Платформа для потребительского кредитования    | Берлин                         | 2016            | —           | —                        |
| Procurify     | Облачное программное обеспечение для закупок   | Ванкувер                       | 2016            | —           | —                        |
| Final         | Сервис виртуальных банковских карт             | Окленд, Калифорния             | 2016            | 2018        | Goldman Sachs            |
| drchrono      | EHR-платформа                                  | Маунтин-Вью, Калифорния        | 2017            | —           | —                        |
| Gosu.         | ИИ-ассистент для геймеров и киберспортсменов   | Вильнюс                        | 2018            | —           | —                        |
| Kreditech     | Интернет-банкинг                               | Гамбург                        | 2019            | —           | —                        |

## Связанные фонды
Фонд Runa Capital тесно связан с другими венчурными фондами, в работе которых участвуют его партнёры:
- В 2012 году Сергей Белоусов стал венчурным партнёром фонда Quantum Wave (QWave), который располагался в Бостоне и управлял 30 миллионами долларов для инвестиций в области квантовых технологий[56][57]. По оценке TechCrunch, QWave представляет собой подразделение Runa Capital, занятое проектами в области материаловедения. В числе инвестиций QWave — швейцарский стартап в области квантовой криптографии ID Qauntique, приобретённый SK Telecom в 2018 году[3][58].
- Фонд Phystech Ventures был основан в 2013 году рядом технологических предпринимателей, включая выпускников Московского физико-технического института (Физтеха) Сергея Белоусова и Дмитрия Чихачёва[59]. В 2019 году Phystech Ventures объединился с North Energy Ventures и образовал новый венчурный фонд Terra VC[60].

## Критика
Фонд Runa Capital фигурирует в расследовании 2016 года Международного консорциума журналистов-расследователей по «Панамскому делу».